# Graphium illyris
Graphium illyris är en fjärilsart som först beskrevs av William Chapman Hewitson 1873.  Graphium illyris ingår i släktet Graphium och familjen riddarfjärilar. Inga underarter finns listade i Catalogue of Life.

## Bildgalleri

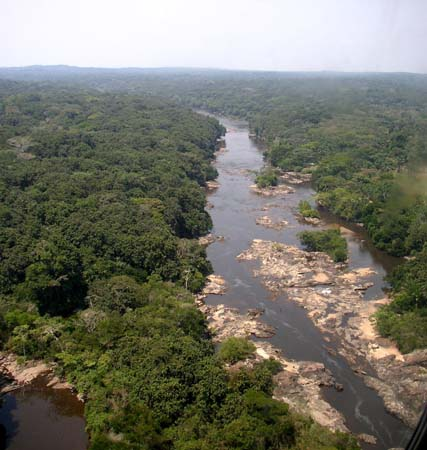